# Bombus vogti
Bombus vogti là một loài Hymenoptera trong họ Apidae. Loài này được Friese mô tả khoa học năm 1903.